# Wolfgang Wilhelm (Kinderbuchautor)
Wolfgang Wilhelm (* 11. November 1955 in Siegen; † 18. Juli 2023 in Freiburg im Breisgau) war ein deutscher Filmemacher und Kinderbuch- und Hörspielautor.

## Leben
Wolfgang Wilhelm war gelernter Schriftsetzer, studierte ein Jahr Schauspiel am Actors Studio, New York City, und arbeitete zunächst als Filmregisseur. Unter seiner Regie und von ihm produziert entstanden ein Experimental-Langfilm und mehrere Kurz- und Dokumentarfilme. Nach einer Zusatzausbildung war er mehrere Jahre als Regieassistent und Dramaturg u. a. am Theater 44 in München tätig, bevor er in die Werbewirtschaft wechselte. Seit 1980 lebte er in Freiburg, wo er später eine Familie gründete und seine drei Kinder geboren wurden.

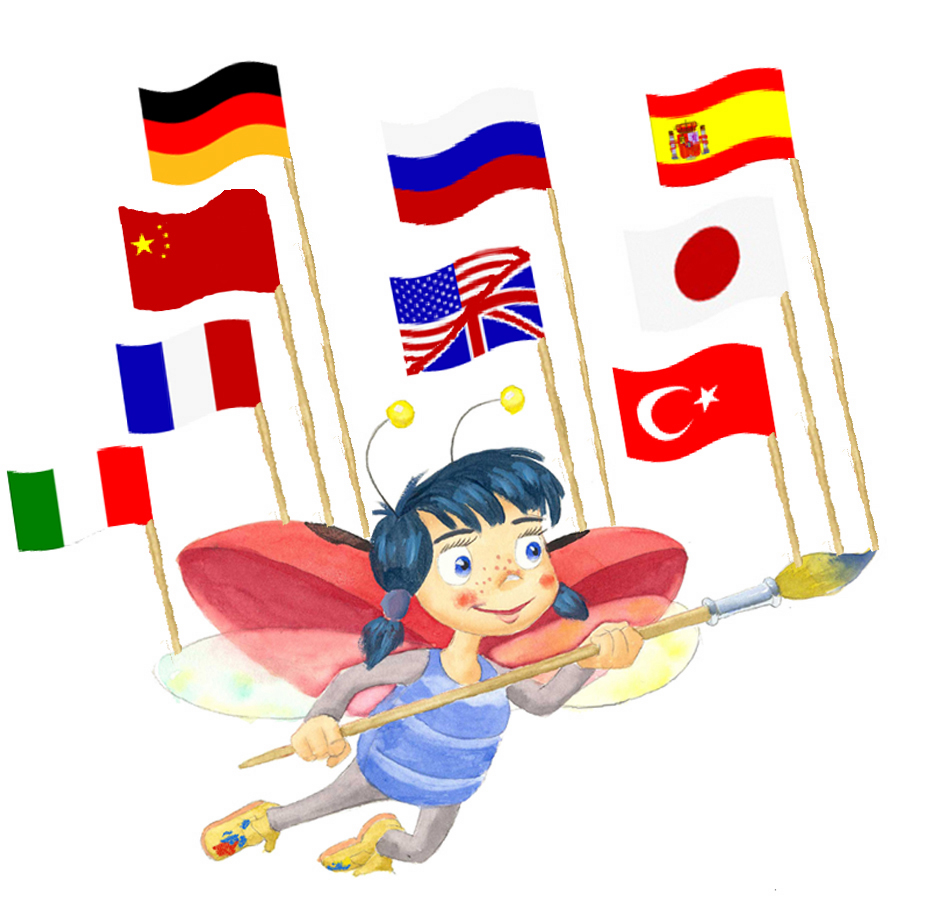
Illustration zum Übersetzungsprogramm des Marie Kinderbuchverlags von Wolfgang Wilhelm.

Im Jahr 1998 begann Wilhelm mit dem Schreiben von Kindergeschichten. Mit den heiteren, phantasievollen Tiergeschichten um den Marienkäfer Marie, den Bussard Horst oder die Libelle Lolita wollte er nach eigenen Angaben  „das erste Mal etwas Leichtes, Unschuldiges schaffen, meine eigene Ernsthaftigkeit ein Stück weit durchbrechen.“ Die Geschichten „sollen dazu ermutigen, zu seinen Macken und zu sich selbst zu stehen“ und „in unaufdringlicher Weise Werte wie Überwindung von Gegensätzen, Freundschaft, Hilfsbereitschaft, Toleranz und Akzeptanz“ vermitteln. Die mit bunten Bildern illustrierten Texte erschienen ab 2004 als erste von sieben Geschichten in der Buchreihe Mit den Augen der kleinen Tiere im Freiburger „Marie Kinderbuchverlag“, den Wilhelm im selben Jahr als Selbstverlag gegründet hatte, und erfuhren eine breite Rezeption. Die Bücher sind jeweils mit einer gedruckten namentlichen Widmung für eines seiner Kinder („für Ina“, „für Jana“, „für Marlon“) versehen, deren Namen Wilhelm u. a. auch im Titel bzw. für Protagonisten der nachfolgenden Geschichten verwendete. Als Autor, Dramaturg, Liedtexter, Produzent und Regisseur veröffentlichte Wilhelm in Folge zahlreiche weitere Kinderbücher und darauf aufbauend Hörspiele auf CDs oder als E-Books bzw. Hörbücher mit Liedern, die in zehn verschiedene Sprachen übersetzt wurden. Sie wurden in zweisprachigen Versionen als Hörspiel mit Musik (teils in Eigenkomposition) produziert, so z. B. das Hörspiel Die Geschichte vom kleinen Wildschwein Max, der sich nicht dreckig machen wollte in Deutsch-Chinesisch oder Die Geschichte von der kleinen Libelle Lolita, die allen helfen will. in Deutsch-Arabisch. Ebenfalls mehrsprachig mit Instrumentalbegleitung erschienen in gesonderter Edition zum Mitsingen die Lieder zu den Hörbüchern, wie z. B. Alle Lieder von Marienkäfer Marie und Freunde.
Das Hörspiel zu seinem Erstling Marienkäfer Marie wurde 2004 als erstes Kinderhörspiel überhaupt in der Kategorie „Radio Drama“ des renommierten Hörspielpreises Prix Europa nominiert und ist sein bekanntestes Werk. Mit selbstgefertigten Handpuppen und unter Einbeziehung der Kinder führte Wilhelm in mehreren Kindergärten und Grundschulen der Region Marienkäfer Marie auch als Puppentheater auf. Für die Ravensburger Film + TV entwickelte er ferner ein Serienkonzept und schrieb die Drehbücher zu den 26-teiligen futuristischen Zeichentrickserien Amon & Skarabä in Ägypten im Jahre 3000 n. Chr.  und Aufruhr der Seepferdchen im Jahre 2555 n. Chr., die allerdings nicht umgesetzt wurden. Aus letzterem Drehbuch entstanden das Buch und das begleitende Hörspiel mit dem Titel Die Seepferdchenbande.

## Tod
Am frühen Morgen des 18. Juli 2023 wurde Wolfgang Wilhelm im Alter von 67 Jahren in seiner Freiburger Wohnung ermordet. Bei dem unvermittelten Angriff mit einem Beil und einem Messer als Tatwaffen wurde auch die 64-jährige Ehefrau Wilhelms attackiert und lebensgefährlich verletzt. Im April 2024 begann vor dem Landgericht Freiburg die Hauptverhandlung gegen die Täter. Angeklagt des gemeinschaftlichen Mordes in Tateinheit mit versuchtem gemeinschaftlichen Mord und gefährlicher Körperverletzung waren die gemeinsame, zur Tatzeit 23-jährige Tochter Ina T. und deren zur Tatzeit 22-jähriger Freund und Komplize Alexander G. Das Gericht sprach sie am 17. Mai 2024 des heimtückischen Mordes schuldig und verurteilte beide zu  lebenslangen Freiheitsstrafen. Gegen das Urteil legten die Verurteilten Revision ein. Der Bundesgerichtshof verwarf die Revision im November 2024, wodurch das Urteil Rechtskraft erlangte.

## Werke (Auswahl)
- Marienkäfer Marie, Marie Kinderbuchverlag, Freiburg 2004, ISBN 3-938326-00-X.
- Marie. Ein Hörspiel mit Liedern zum Lachen und Mitsingen, nominiert für das beste europäische Hörspiel 2004, Prix Europa, CD, Marie Kinderbuchverlag, Freiburg 2004, ISBN 3-938326-03-4.
- Der kleine Bussard Horst, Marie Kinderbuchverlag, Freiburg 2004, ISBN 3-938326-01-8.
- Horst. Ein Hörspiel mit Liedern zum Genießen und Mitsingen, CD, Marie Kinderbuchverlag, Freiburg 2004, ISBN 3-938326-04-2.
- Die kleine Libelle Lolita, Marie Kinderbuchverlag, Freiburg 2004, ISBN 3-938326-02-6.
- Lolita. Ein Hörspiel mit Liedern zum Entspannen und Mitsingen, CD, Marie Kinderbuchverlag, Freiburg 2004, ISBN 3-938326-05-0.
- Die kleine Schwalbe Ina, CD, Marie Kinderbuchverlag, Freiburg 2008, ISBN 978-3-938326-13-8.
- Das kleine Wildschwein Max, CD, Marie Kinderbuchverlag, Freiburg 2008, ISBN 978-3-938326-11-4.
- Die kleine Gämse Jana, CD, Marie Kinderbuchverlag, Freiburg 2008, ISBN 978-3-938326-12-1.
- Die Geschichte vom kleinen Zitronenfalter Zitro, der sich verlieben möchte. (Hörbuch) 2010.
- Die Seepferdchenbande, Deutsch-Englisch: The Seahorse Gang, German-English, Marie Kinderbuchverlag, Freiburg 2011, ISBN 978-3-938326-76-3.
- Die Geschichte von der kleinen Libelle Lolita, die allen helfen will. Deutsch-Arabisch: qisat al-yu'suba a- s-sagira lulita al-ati targabu bimusa'adati al- gami'. al-almania - al'arabia. 2011
- Die Geschichte vom kleinen Marienkäfer Marie, die überall Punkte malen wollte. Deutsch-Türkisch: Heryere noktalar çizmek isteyen küçük uğurböceği Sevgi'nin hikayesi. Almanca-Türkçe. (Hörbuch) 2015
- Die Geschichte vom kleinen Wildschwein Max, der sich nicht dreckig machen will. Deutsch-Türkisch: Kirlenmek istemeyen küçük yabandomuzu Can'ın hikayesi. Almanca-Türkce. (Hörbuch) 2015

## Filme (Auswahl)
- Es ist eine Kunst die Realität zu sehen und nicht daran kaputt zu gehen, Experimentalfilm, BRD 1982. Uraufführung: Experimentelle Filmtage, Filmfestival Osnabrück, 1983.[17]
- Tod einer Katze, Kurzfilm, Deutschland 2004.[18]